# Iota Leonis
Iota Leonis (ι Leo / 78 Leonis / HD 99028 / HR 4399) es un sistema estelar de magnitud aparente +3,94 en la constelación de Leo. Se encuentra a 79 años luz del sistema solar.
Iota Leonis es una binaria espectroscópica cuya componente principal es una subgigante blanco-amarilla de tipo espectral F2IV y magnitud 4,03.
Tiene una temperatura efectiva de 6637 K y una metalicidad —abundancia relativa de elementos más pesados que el helio— comparable a la del Sol ([Fe/H] = +0,06).
Más evolucionada que nuestra estrella, está comenzando a expandirse, siendo su radio un 50% más grande que el radio solar.
Su velocidad de rotación es de al menos 16 km/s y tiene una edad aproximada de 1400 millones de años.
Parece ser una estrella variable —posiblemente del tipo Delta Scuti— cuyo brillo fluctúa 0,04 magnitudes.
La componente secundaria puede ser una enana amarilla de tipo G3V y magnitud 6,70. El período orbital del sistema es de 192 años, aunque existen indicios de un posible subsistema con un período de 16 años.
La masa total de ambas estrellas es unas tres veces mayor que la masa solar y su luminosidad conjunta es 13 veces superior a la del Sol.
Iota Leonis forma parte de las estrellas de corriente de la asociación estelar de la Osa Mayor.